# Осада форта Зеландия
Осада форта Зеландия (кит. 鄭成功攻台之役) — военное противостояние, проходившее с марта 1661 до февраля 1662 года. Осада завершила господство на острове Тайване (Формозе) Голландской Ост-Индской компании и стала началом создания государства Дуннин. Тайваньский учёный Лу Цзяньжун (Lu Chien-jung) описал это событие следующим образом: «война, которая определила судьбу Тайваня на последующие четыреста лет».

## Предыстория
В 1659 году, после неудачной попытки захватить Нанкин, Чжэн Чэнгун, предводитель войск оставшихся верными династии Мин, почувствовал, что Империя Цин утвердила свои позиции в Китае, и он нуждается в надёжном тылу для своей армии. Он начал активные поиски подходящего места. В это время один китаец по имени Хэ Бинь (何斌), работавший на Голландскую Ост-Индийскую компанию, спасся бегством в лагере Чжэн Чэнгуна в городе Сямынь и предоставил тому карту Тайваня. Голландская колония на Тайване в это время состояла из двух приморских фортов, расположенных в районе, где позднее возник город Тайнань. Главной голландской крепостью был построенный в 1624—1634 годах форт Зеландия, располагавшийся у входа в залив; форт Провинция, построенный в 1653 году, считался менее важным и был меньше размерами. Губернатор Тайваня Фредерик Койэтт размещался в форте Зеландия с гарнизоном в 905 человек, его подчиненный Валентин держал под своим началом форт Провинция и его гарнизон в 140 солдат.